# Lac Ammer
Le lac Ammer, ou Ammersee en allemand, est un grand lac en Haute-Bavière, au sud-ouest de Munich, entre les villes d'Herrsching,de Dießen am Ammersee et d'Inning am Ammersee.

## Géographie
Avec une superficie de 47 km² il est le sixième lac d'Allemagne. Son altitude est de 520 mètres et sa profondeur maximale de 81 mètres. Il est traversé par la rivière Ammer, un affluent de l'Isar, qui est nommé Amper après qu'elle quitte le lac. L'eau du lac est de très bonne qualité à la suite de l'introduction dans les années 1960 d'un égout circonférique acheminant les eaux usées jusqu’à une station de traitement de l'embouchure du lac à Eching.

## Climat
Le lac Ammer se trouve dans une zone avec un climat humide atlantique et sec continental. Le vent (foehn) apporte du sud de manière non régulière de l'air chaud et sec vers les préalpes bavaroises. Ainsi la visibilité est souvent très bonne et il est possible de voir très clairement les Alpes. La température moyenne mensuelle ne baisse pas au-dessous de -3 °C, la plus haut est entre 10 et 22 °C.

## Histoire
Comme d'autres lacs bavarois, l'Ammersee s'est développé à la suite de la fonte de glaciers de l'âge glaciaire. Comme le lac voisin de Starnberg, similaire en taille et en forme, il est un lieu fréquenté pour les sports nautiques. D'agréables stations comme Dießen am Ammersee ou Herrsching permettent de pratiquer la voile et la natation et d'effectuer des excursions en bateau.
L'Ammersee et l'Amper font partie de l'ancienne route commerciale celtique de l'ambre menant au col de Brenner et leur nom dérive peut-être du mot ambre.

## Site Ramsar
Le lac Ammer est désigné site Ramsar depuis le 26 février 1976.

## Sites touristiques
Abbaye d'Andechs - un des plus importants pèlerinages d'Allemagne avec une magnifique église rococo et une brasserie
Marienmünster Dießen - est une des plus belles églises baroques d’Allemagne avec ses riches peintures murales, le fameux „Ciel de Diessen“
Musée Carl Orff Dießen - Le seul musée au monde sur Carl Orff qui fut construit en 1991
Communauté d'artistes à Dießen - Les artisans d’art locaux se sont regroupés en communauté d’artiste (ADK) et présentent leurs œuvres dans une exposition marchande permanente dans le See-Pavillon (Pavillon du Lac)
Kurparkschlössl Herrsching - château du parc situé sur la plus longue Promenade en bordure de lac d´Allemagne

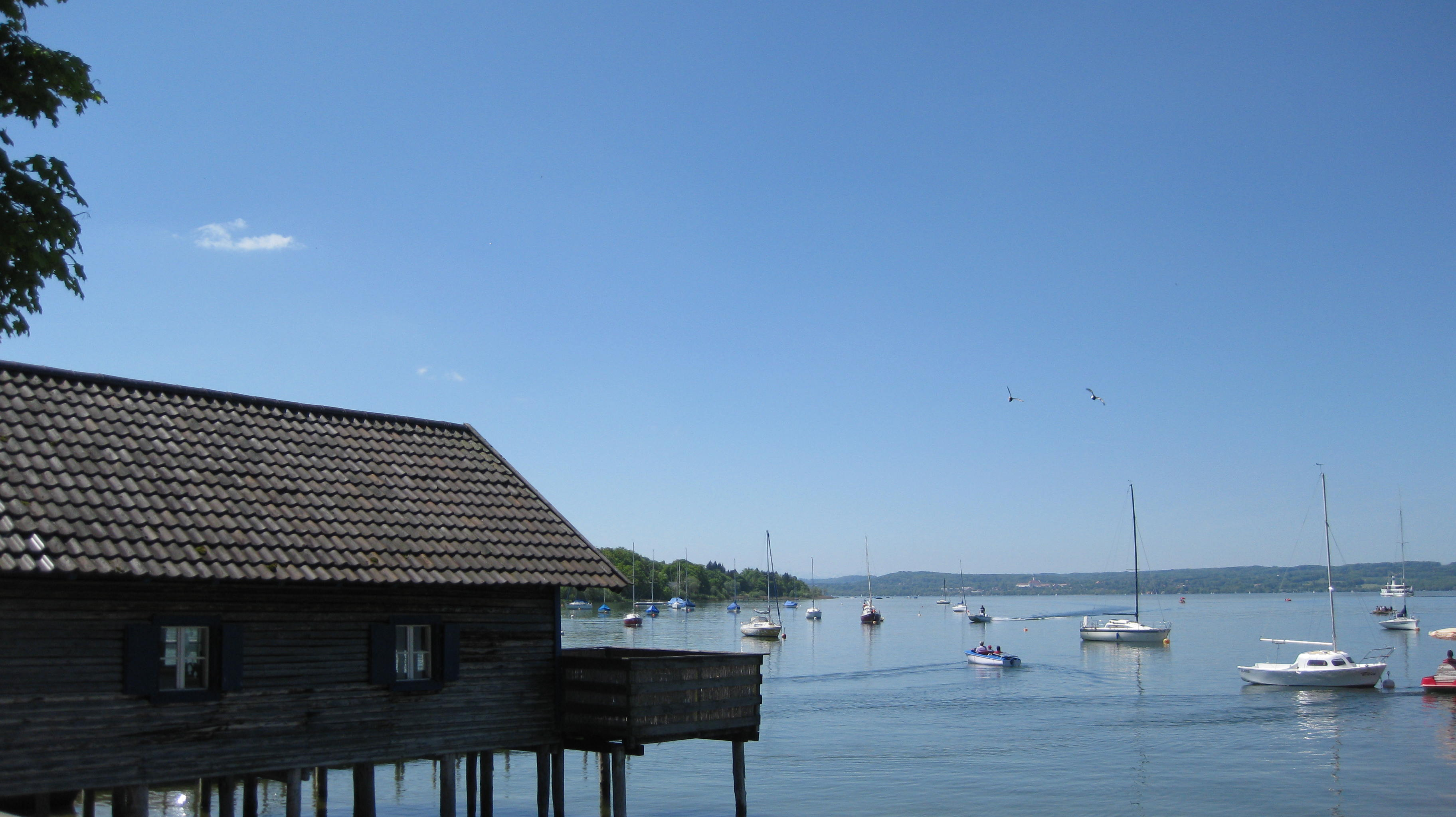
Lac Ammersee à Herrsching
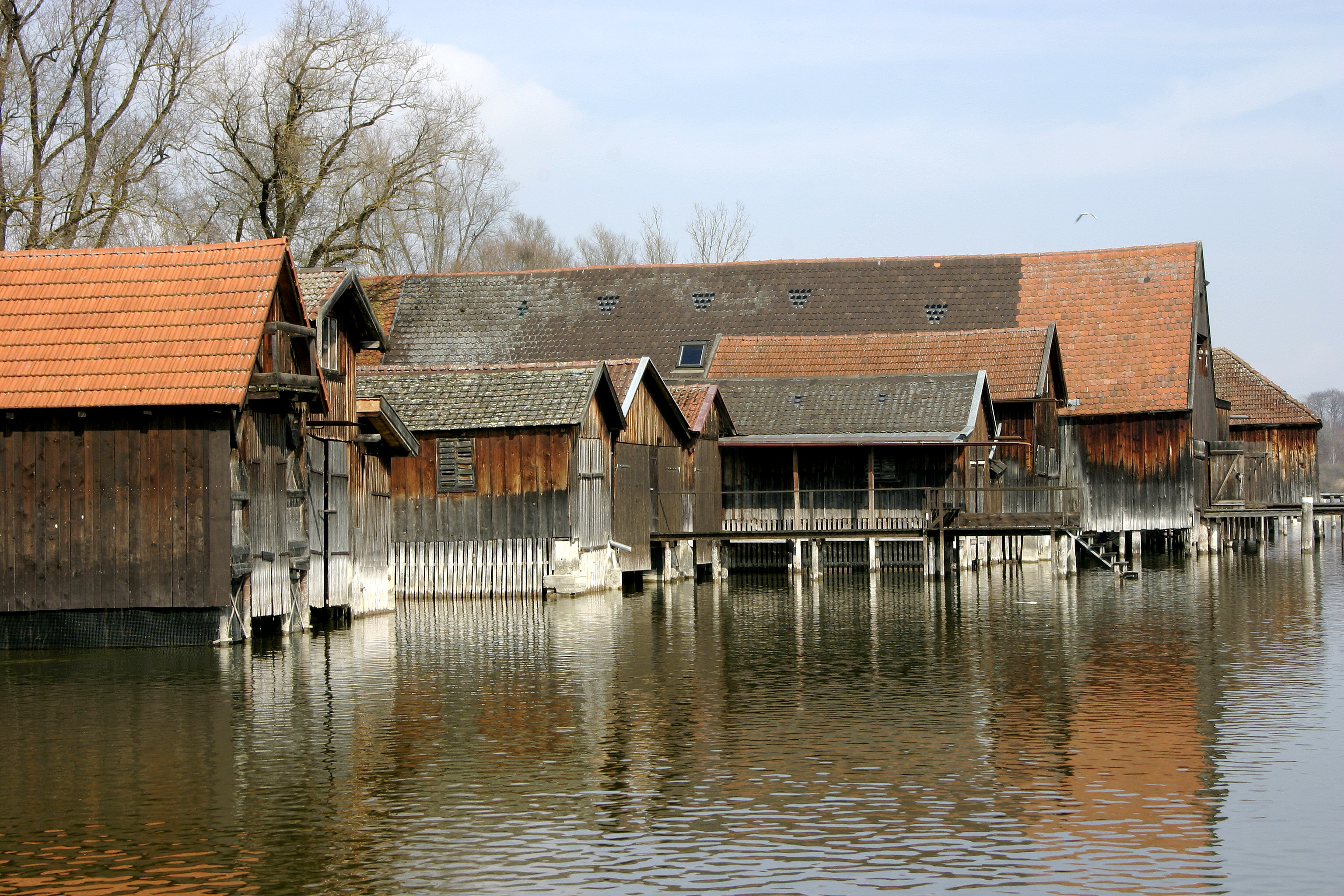
Garages à bateaux, Janvier 2006
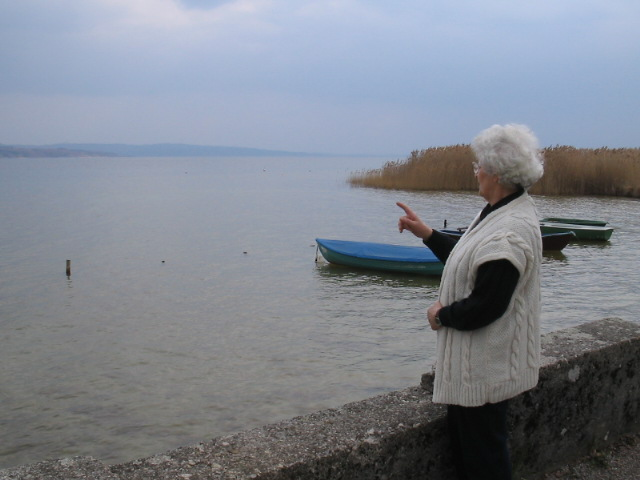
La côte orientale de l'’Ammersee
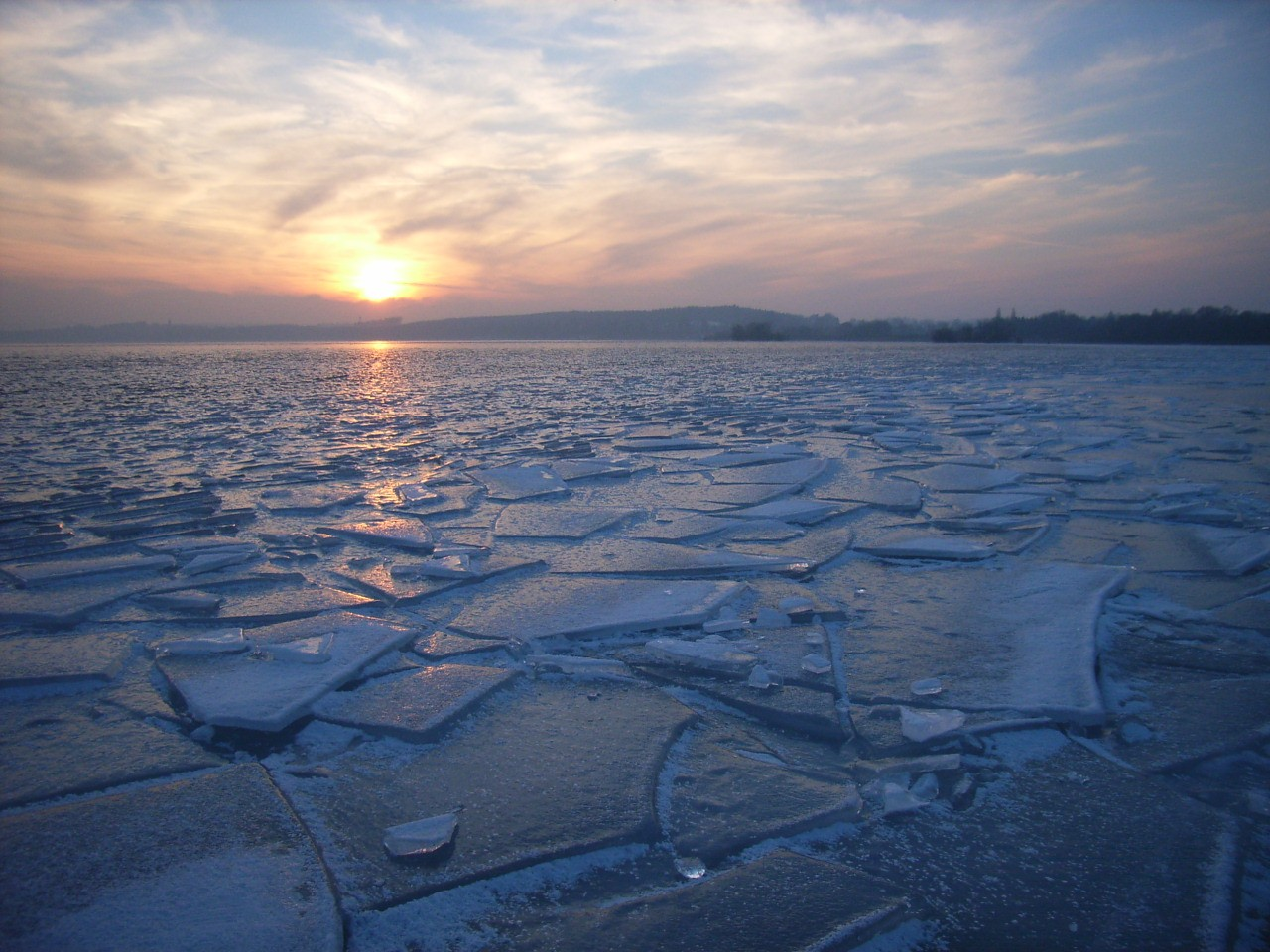
glace de l'hiver 2006
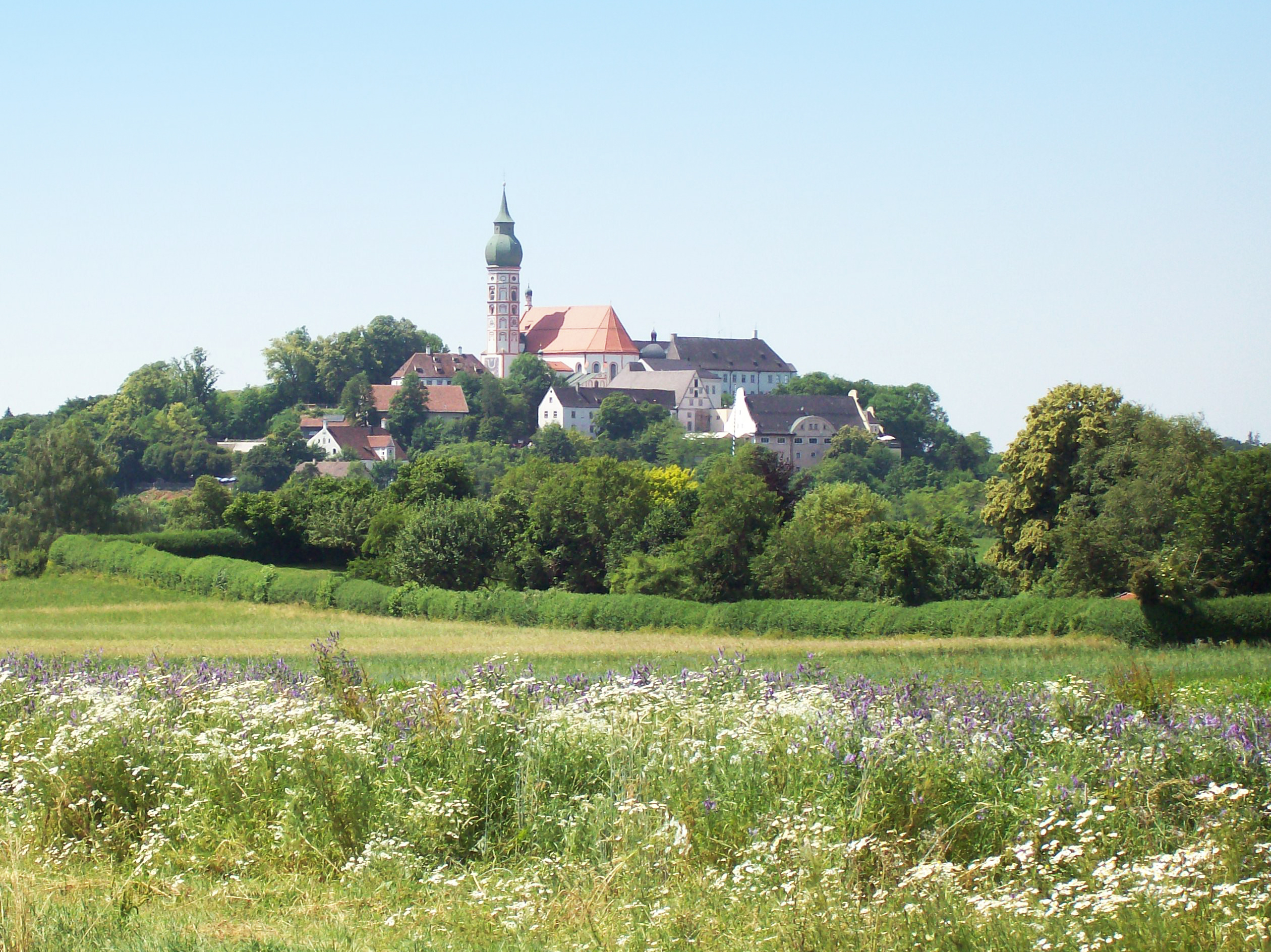
Monastère Andechs
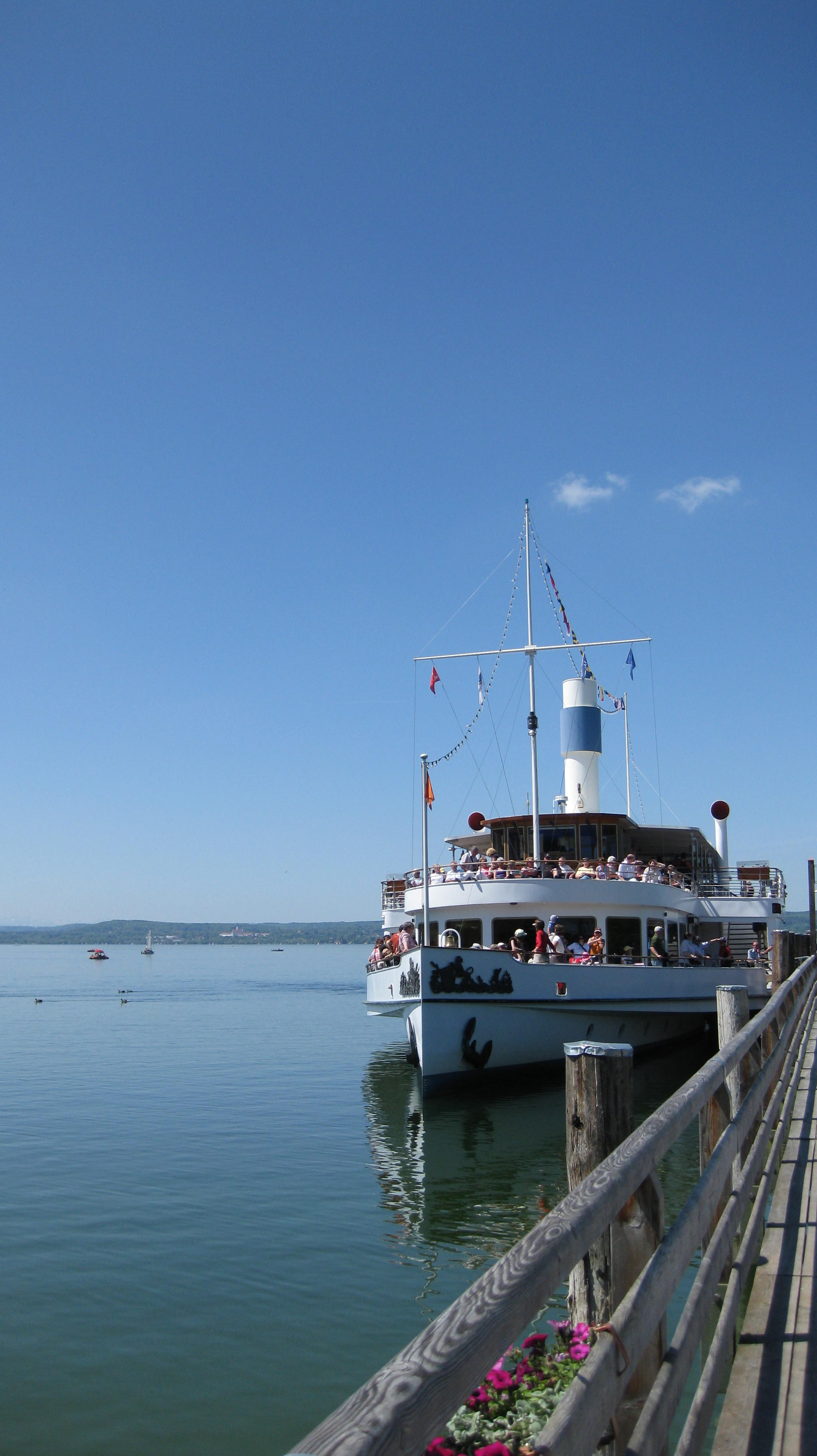
Navigation sur le lac Ammersee
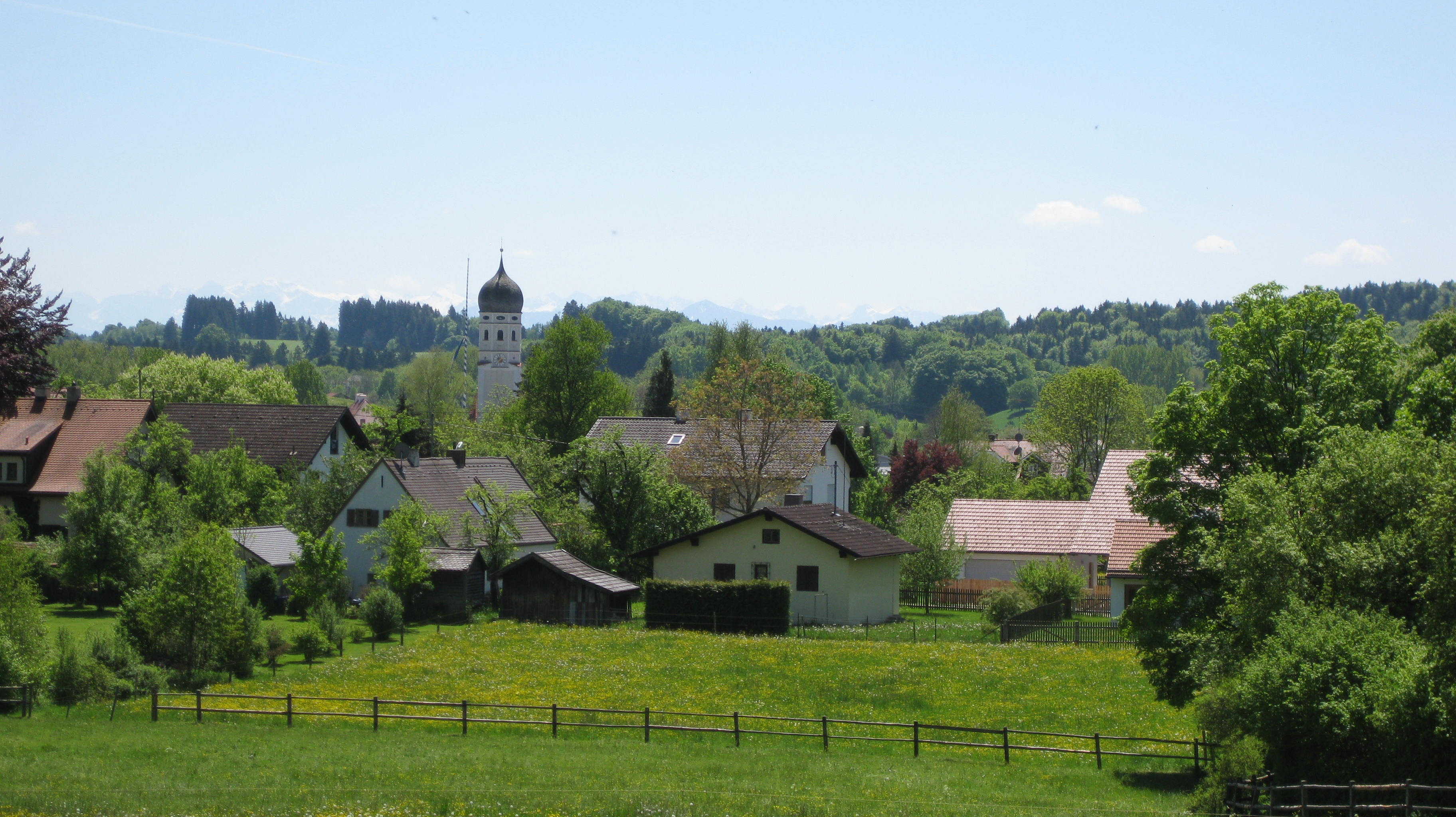
Andechs Erling près du lac Ammersee